# Guy Laroche
Guy Laroche (La Rochelle, 16 luglio 1921 – Parigi, 17 febbraio 1989) è stato uno stilista francese, fondatore dell'omonima casa di moda.

## Biografia
Laroche iniziò la sua carriera in una modisteria. Nel 1949 venne assunto da Jean Dessès di cui divenne in breve tempo assistente per poi aprire, pochi anni dopo, un proprio atelier di alta moda al numero 37 di avenue Franklin-D.-Roosevelt a Parigi.
Nel 1961, Guy Laroche lanciò la moda prêt-à-porter e aprì una boutique nella elegante Avenue Montaigne, centro della moda parigina. Per il mercato americano disegnò una collezione di sportswear.
Nel 1987 Laroche venne nominato cavaliere della Legione d'Onore.
È noto soprattutto per i suoi profumi "Fidji" (1966), "Drakkar" (1972), "J'ai Ôse" (1977), "Drakkar Noir" (1982), "Clandestine" (1986) e "Horizon" (1993).

## Filmografia parziale

### Costumista
- Viaggio di paura (Les passagers), regia di Serge Leroy (1977)